# Alsterweiler
Alsterweiler ist ein Ortsteil der im rheinland-pfälzischen Landkreis Südliche Weinstraße liegenden Ortsgemeinde Maikammer.

## Lage
Alsterweiler befindet sich im westlichen Teil der Ortsgemeinde am östlichen Rand der Haardt, die in diesem Bereich in Region Weinstraße übergeht. In unmittelbarer Nähe erstrecken sich der Breitenberg und Wetterkreuzberg. Zwischen beiden Bergen entspringt der Alsterweiler Bach, der dann den Ort durchfließt und bei Kirrweiler in den Kropsbach mündet. Zu Alsterweiler gehören unter anderem die Alsterweiler Hauptstraße, die Friedhofstraße und die Turmstraße.

## Geschichte
Im Mittelalter und in der frühen Neuzeit gehörte Alsterweiler zum Hochstift Speyer.
Von 1798 bis 1814, als die Pfalz Teil der Ersten Französischen Republik (bis 1804) und anschließend Teil des Ersten Französischen Kaiserreichs war, war Alsterweiler, das bereits damals zusammen mit dem benachbarten Maikammer eine Gemeinde bildete, in den Kanton Edenkoben eingegliedert. Aufgrund der auf dem Wiener Kongress getroffenen Vereinbarungen kam die Pfalz im Juni 1815 zu Österreich und im Rahmen eines völkerrechtlichen Tauschvertrags im Mai 1816 zum Königreich Bayern. Bis 1862 war er Teil des Landkommissariat Landau. In der Folgezeit hieß die gemeinsame Gemeinde bis 1938 „Maikammer-Alsterweiler“.

## Einwohnerentwicklung
1824 lebten insgesamt 2030 Menschen vor Ort. 1928 hatte Alsterweiler 409 Einwohner, von denen 265 katholisch und 99 evangelisch waren und die in 91 Wohngebäuden lebten. 2007 lebten 1345 Menschen vor Ort.

## Infrastruktur

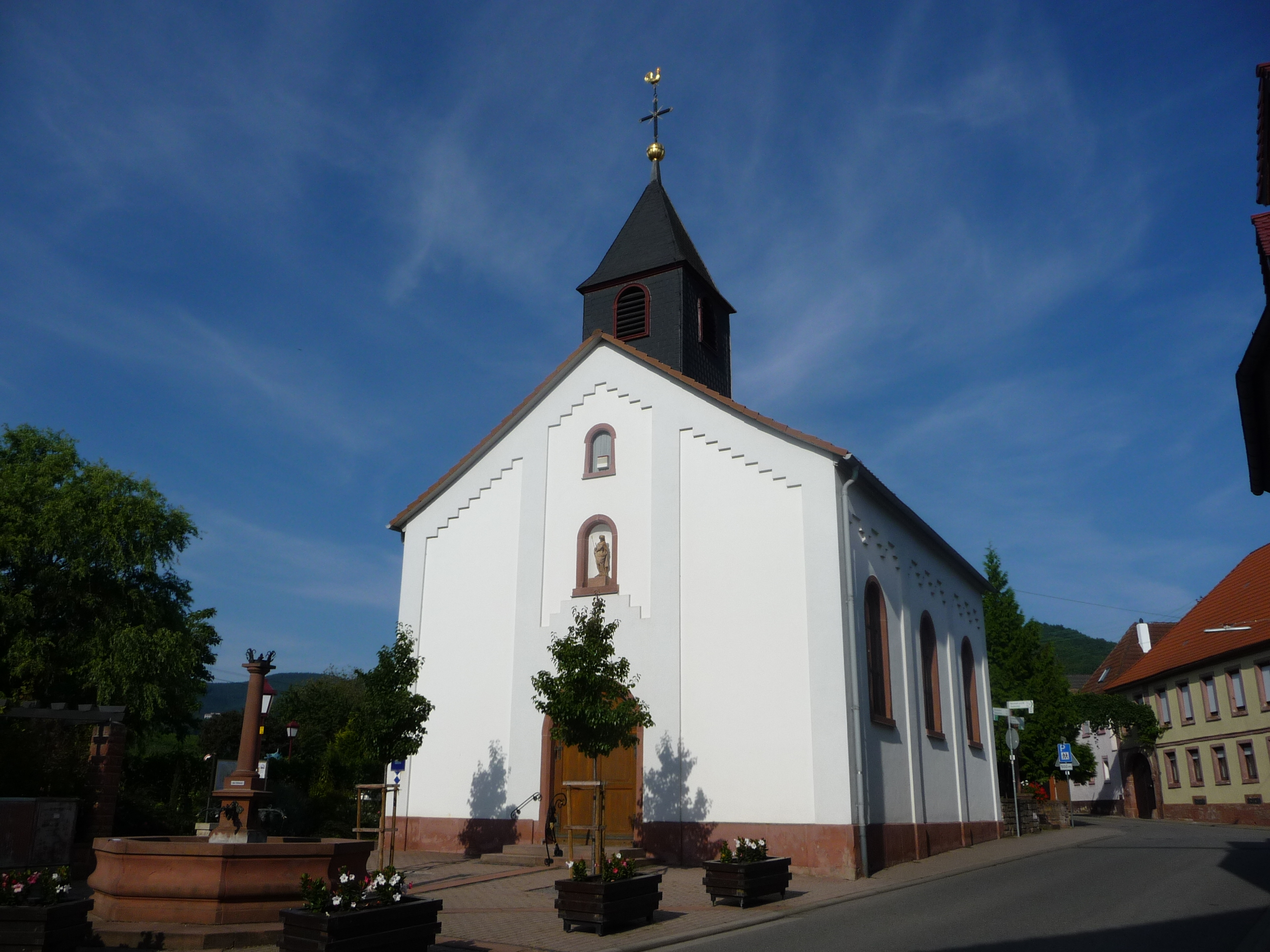
Alsterweiler-Kapelle

Vor Ort existierte einst eine katholische Schule. Der Ortskern bildet eine Denkmalzone. Vor Ort existieren zudem zahlreiche Einzeldenkmäler, darunter die Alsterweiler-Kapelle, sowie die Maria-Schutz-Kapelle und das Wetterkreuz auf dem Wetterkreuzberg.

## Verkehr
Durch Alsterweiler verläuft die Kreisstraße 10, die nach Diedesfeld führt sowie die Kalmithöhenstraße, die im Pfälzerwald in die Totenkopfstraße mündet.